# Trykprøvning af huse
Trykprøvning af huse omtales ofte som en blower door test. I Danmark skal nybyggeri være lufttæt hvilket er en meget vigtig parameter ikke mindst for at spare energi, men også undgå fugt i konstruktionen som kan føre til skimmel. 
Under udførelsen af en blower door test erstattes typisk hoveddøren med udstyr, som med en blæser opbygger et tryk på 50 Pa i bygningen. På baggrund af luftmægden blower dooren flytter samt bygningsdata udregnes utætheden per kvadratmeter. 
Lækagesøgning udføres hvis tætheden ikke er tilstrækkelig. Det drejer sig ofte om ikke korrekt udført dampspærre typisk ved vinduer eller installationer der gennembryder klimaskærmen. I praksis er der to metoder der bliver anvendt ved lækagesporing.
- Der laves undertryk i bygningen og med termografi lokaliseres der hvor kold luft trækker ind[3]. Ved denne metode er det en forudsætning at udetemperaturen er væsentlig under ind temperaturen.
- Der laves typisk overtryk og bygningen fyldes med røg hvorefter man se hvor røgen kommer ud.[4]